# Abutilon appendiculatum
Abutilon appendiculatum är en malvaväxtart som beskrevs av Karl Moritz Schumann. Abutilon appendiculatum ingår i släktet klockmalvor, och familjen malvaväxter. Inga underarter finns listade i Catalogue of Life.